# يوليو الأسود
أسود يوليو هو الاسم الذي يُستخدم عادة في إشارة إلى مذبحة ضد التاميل والهجمات التي تقوم بها الغوغاء في سريلانكا التي بدأت في 23 يوليو 1983. بدأت أعمال الشغب كرد فعل على قاتل كمين من قبل منظمة التاميل المتشددة المعروفة باسم جبهة نمور تحرير تاميل ايلام التي قتل فيها 13 سريلانكي من جنود الجيش. وتتفاوت التقديرات بشأن عدد القتلى والأضرار الناجمة عن أعمال الشغب، ولكن أكثر من 3000 قتلوا التاميل، والعديد من عشرات الآلاف من المنازل دمرت. موجة من التاميل السريلانكيين فروا إلى بلدان أخرى في السنوات التي تلت ذلك.
ينظر عموما إلى يوليو الأسود كموعد لبدء النزاع المسلح على نطاق واسع بين المسلحين التاميل وحكومة سريلانكا.
أصبح 23 يوليو يوما للذكرى بالنسبة لشتات التاميل في جميع
أنحاء العالم.